# Communauté de communes de la Côte des Nacres
La communauté de communes de la Côte des Nacres est une ancienne communauté de communes française, située dans les départements de la Corse-du-Sud et de la Haute-Corse dans la région Corse.

## Histoire
- 31 décembre 2016 : la communauté de communes est scindée en deux. Les communes de la Corse-du-Sud (Conca et Sari-Solenzara) rejoignent la communauté de communes de l'Alta Rocca tandis que Solaro adhère à la communauté de communes de Fium'orbu Castellu.

## Composition
Elle regroupait 3 communes :
| Nom                    | Code Insee | Gentilé  | Superficie (km2) | Population (dernière pop. légale) | Densité (hab./km2) |
| ---------------------- | ---------- | -------- | ---------------- | --------------------------------- | ------------------ |
| Sari-Solenzara (siège) | 2A269      | Sarais   | 73,85            | 1 377 (2014)                      | 19                 |
| Conca                  | 2A092      | Concais  | 77,96            | 1 150 (2014)                      | 15                 |
| Solaro                 | 2B283      | Solarais | 93,36            | 707 (2014)                        | 7,6                |